# コンフィデンス (企業)
株式会社コンフィデンスは東京都港区に本社をおく、営業代行や営業アウトソーシング（人材派遣）を行う会社。

## 企業概要
1998年7月に設立。営業職が人材派遣として認可される前から、業務委託契約により営業代行や営業アウトソーシングを行ってきた。代表取締役社長の是永英治は、一般社団法人日本セールスソリューションパートナー協会の会長でもある。
『フジサンケイ ビジネスアイ』（発行・株式会社日本工業新聞社）と共同で、「日本を活性化し、日本を元気にする」意見を発信するための会員制クラブである「ジャパン・レストア・クラブ（ＪＲＣ）」を設立したことで知られる。